# Charles Lwanga
Pour les articles homonymes, voir Saint Charles.
Saint Charles Lwanga, né en 1865 et mort le 3 juin 1886, est un martyr ougandais, d'ethnie Baganda, canonisé par l'Église catholique. Né dans le royaume du Buganda, au sud de l'actuel Ouganda, il était le chef des pages à la cour du roi Mwanga II. Canonisé en 1964 par le pape Paul VI, lors de sa visite pastorale en Ouganda, il est liturgiquement commémoré (avec les autres martyrs de l'Ouganda), le 3 juin.

## Biographie
Mwanga II exigea que ses sujets convertis au christianisme abandonnent leur nouvelle foi, et fit exécuter de nombreux catholiques et anglicans entre 1885 et 1887 ; nombre d'entre eux résidaient à la cour du roi, ou en étaient très proches, et notamment le responsable des pages, Charles Lwanga. 
À la suite d'un massacre de chrétiens anglicans en 1885, le catholique auquel les missionnaires avaient confié la direction des chrétiens et qui résidait à la cour, Joseph Mukasa, reprocha ce crime au roi. Mwanga fit décapiter Mukasa et arrêter tous ses fidèles. Étant donné l'imminence de leur exécution, Charles Lwanga baptisa ceux de ses élèves qui avaient commencé leur catéchuménat, avant d'être brûlé vif le 3 juin 1886. D'après le procès de canonisation, l'une des raisons de la colère du roi était le refus des chrétiens de participer à des actes homosexuels.

## Vénération

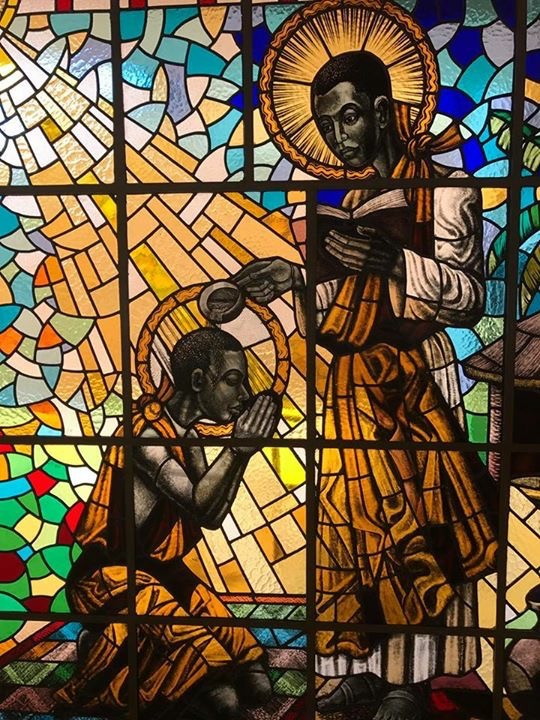
Saint Kizito baptisé par saint Charles Lwanga. Cathédrale Sainte-Marie de Kampala.

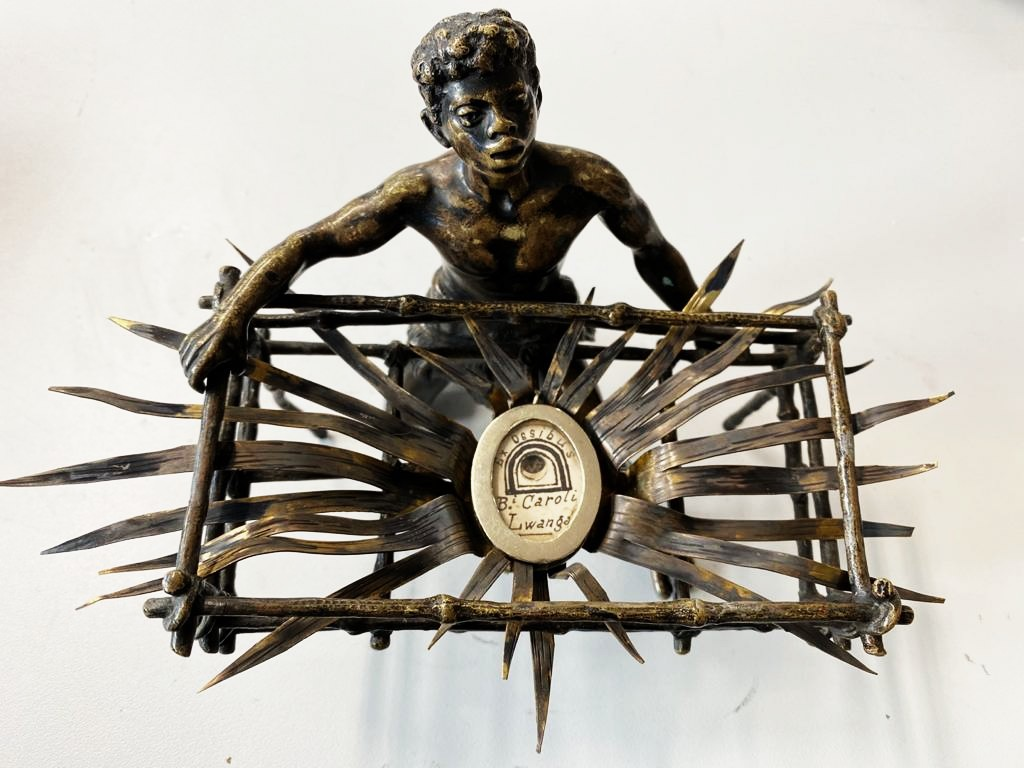
Reliquaire en bronze avec un fragment d'os de Saint Charles Lwanga (propriété privée).

Charles Lwanga et ceux qui étaient morts à ses côtés furent canonisés en 1964 par le pape Paul VI. Le martyre des anglicans fut également reconnu par le pape. Aujourd'hui, Charles Lwanga - avec les autres martyrs de l'Ouganda - fait l'objet d'une dévotion toute particulière en Afrique, où de nombreux établissements scolaires et paroisses sont placés sous sa protection. 
Avec les vingt-deux martyrs de l'Ouganda, on revit une page des actes des martyrs des premiers siècles (Premiers martyrs de l'Église de Rome). Plusieurs étaient chrétiens depuis peu. Quatre d'entre eux furent baptisés par Charles Lwanga juste avant le supplice. La plupart de ceux qui furent brûlés vifs à Namugongo en 1886 avaient entre 16 ans et 24 ans. Le plus jeune, Kizito, en avait treize.
La basilique des Martyrs de l'Ouganda est édifiée sur le lieu de son martyre, avec l'autel principal du sanctuaire à l'emplacement où saint Charles Lwanga a été brûlé. Les papes Paul VI, Jean-Paul II et François y ont prié devant ses reliques.

## Homélie de Paul VI
Homélie de Paul VI à la Canonisation des Martyrs de l'Ouganda (18 octobre 1964).

« Ces martyrs africains ajoutent au martyrologe, au livre des vainqueurs, une page qui relate des événements à la fois sinistres et magnifiques ; une page vraiment digne de rejoindre ces récits glorieux de l'Afrique ancienne dont nous-mêmes, hommes modernes, avec notre peu de foi, pensions qu'ils ne trouveraient jamais une suite comparable.
Qui aurait jamais pu supposer, par exemple que les exploits bouleversants des martyrs de Scillium, de Carthage, de la « Massa candida » d'Utique, rappelés par Augustin d'Hippone et Prudence, des martyrs d'Égypte dont nous lisons l'ample panégyrique chez saint Jean Chrysostome, des martyrs de la persécution des Vandales, seraient rejoints à notre époque par des récits non moins héroïques et non moins glorieux ?
Qui pouvait prévoir qu'à ces grands martyrs et confesseurs d'Afrique, ces personnages inoubliables que sont Cyprien de Carthage, Félicité et Perpétue, et le grand saint Augustin, on ajouterait un jour ces noms qui nous sont chers : Charles Lwanga, Matiya Mulumba (en), Kalemba et leurs vingt compagnons ? Et il est juste de mentionner aussi ceux qui, appartenant à la confession anglicane, ont subi la mort pour le nom du Christ.
Ces martyrs africains marquent les débuts d'une époque nouvelle. Non pas en ce sens qu'elle s'oriente vers les persécutions et les conflits, mais vers une régénération religieuse et politique.
En effet, l'Afrique, arrosée du sang de ces martyrs, les premiers de cet âge nouveau — et plaise à Dieu qu'ils soient les derniers, puisque leur holocauste est si noble et si précieux ! — l'Afrique libre et devenue indépendante, est en train de renaître.
La cruauté qui a broyé ces martyrs est si horrible et si riche de signification qu'elle offre des motifs déterminants et manifestes pour la formation morale d'un peuple nouveau. Une nouvelle tradition spirituelle doit s'affirmer, pour se transmettre aux hommes de l'avenir ; elle doit exprimer symboliquement et porter une évolution. D'un mode de vie simple et naïf, où ne manquaient pas des valeurs humaines remarquables, mais qui était déshonoré et affaibli par l'esclavage dans lequel il était tenu, il s'agit de passer à une condition politique qui aspire aux expressions les plus hautes de l'esprit humain et aux formes supérieures de la vie sociale. »